# امپراتوری گم‌شده
امپراتوری گم‌شده (انگلیسی: Lost Empire) یک بازی ویدئویی استراتژی نوبتی ۴اکس است که در ژوئن ۲۰۰۷ توسط پولوکس گیم لبز منتشر شده است.